# Rue Madiraa
La rue Madiraa est une voie de communication située à Courbevoie, dans le département français des Hauts-de-Seine, en région Île-de-France.

## Situation et accès

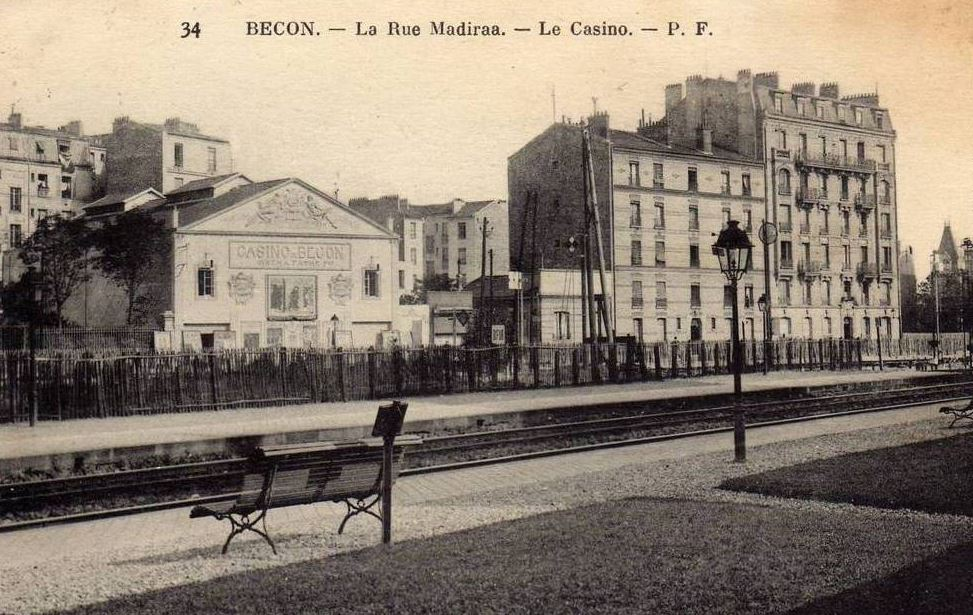
Courbevoie: L'avenue Madiraa.

Partant de la place de la gare de Bécon, cette rue longe la ligne de Paris-Saint-Lazare à Saint-Germain-en-Laye du côté septentrional. Elle s'arrête au croisement de la rue de Chanzy et de l'avenue de la Lauzière, sous le pont des Couronnes.
Elle est immédiatement accessible par la gare de Bécon-les-Bruyères et par la gare d'Asnières-sur-Seine.

## Origine du nom
La rue Madiraa est nommée ainsi en hommage à un Courbevoisien, François Madiraa (1852-?), qui fit un don de 25 000 francs à la ville, permettant de venir en aide à une famille pauvre qui habitait rue de Paris à Courbevoie. Cette famille comprenait sept personnes : la mère était blanchisseuse et gagnait 2 francs par jour ; sa fille, Blanche, gagnait 2,50 francs par jour ; les deux femmes faisaient vivre quatre enfants, ainsi qu'une femme âgée et invalide.
Les autres parties du legs ont permis de décerner chaque année un prix de mérite à une jeune fille de la ville, ou sont attribuées à la caisse de secours des pompiers.

## Historique
Le tracé de cette rue est postérieur à la mise en service de la voie ferrée en 1847.

## Bâtiments remarquables et lieux de mémoire
- Chapelle Saint-Charles[3]
- Pont des Couronnes

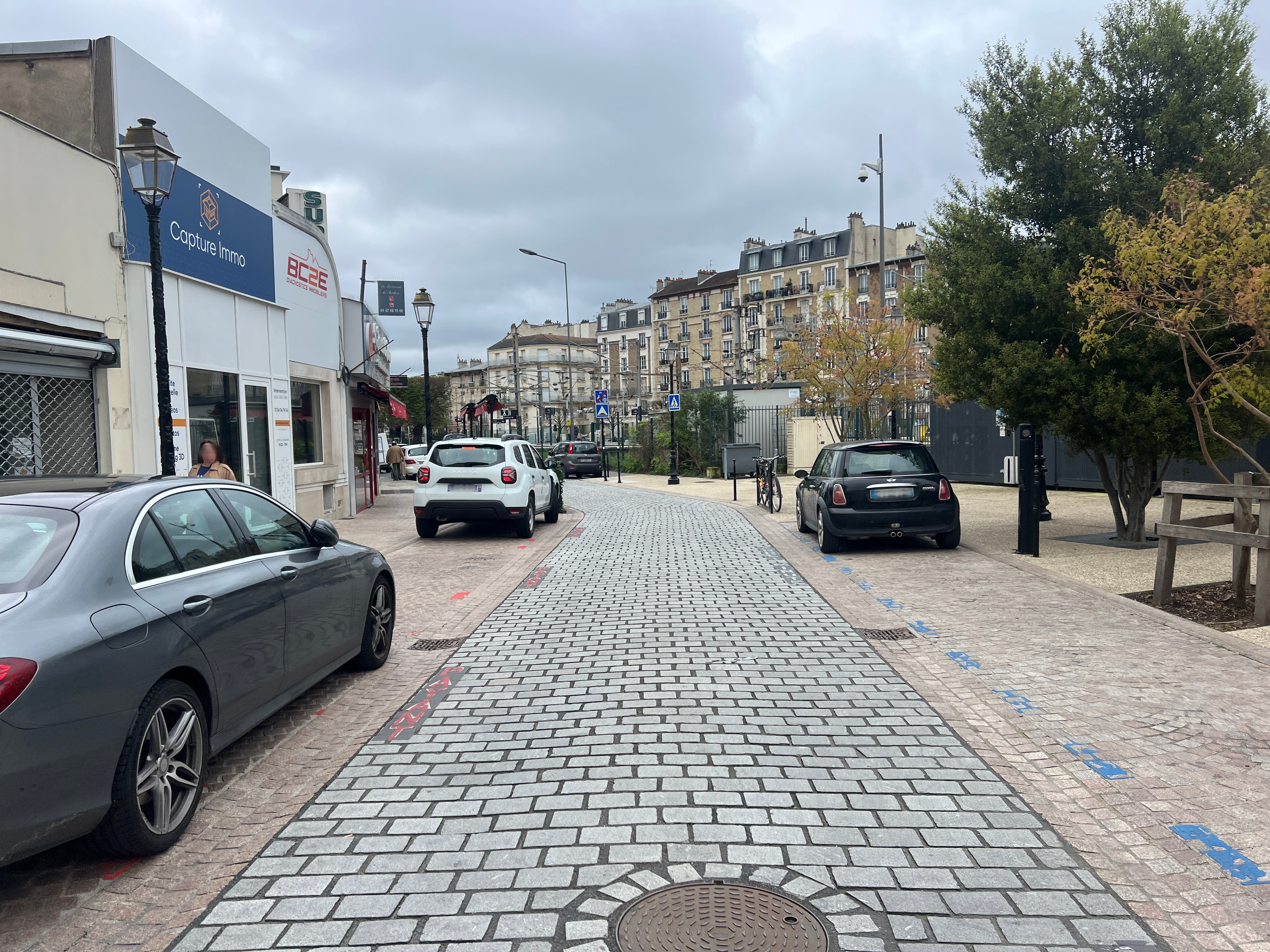
La rue au niveau de la gare de Bécon-les-Bruyères.

- Le Casino de Bécon, salle de cinéma et de spectacle de 1200 places, ouverte en 1912 fut transformée en supermarché dans les années 1970[4].